# Postcholezystektomiesyndrom
Das Postcholezystektomiesyndrom im engeren Sinne ist ein Sammelbegriff für Beschwerden und Folgeerscheinungen, die nach einer Cholezystektomie auftreten. Dies können mechanische Ursachen sein, wie zum Beispiel eine Striktur eines Gallenganges als operative Komplikation. 
Im weiteren Sinne wird mit einem Postcholezystektomiesyndrom der Umstand bezeichnet, dass unspezifische Oberbauchbeschwerden, die zu einer Cholezystektomie veranlasst hatten, nach der Cholezystektomie fortbestehen, also die Gallenblase nicht die wahre Ursache für die Beschwerden war.